# Protectorat de Sierra Leone
El Protectorat de Sierra Leone fou una entitat colonial britànica que va existir entre 1895 i 1961. El protectorat fou imposat pels britànics passant per damunt dels tractats signats amb els caps locals, i va quedar sota administració de la colònia de Sierra Leone, si bé sempre foren dues entitats diferents. Es van unir legislativament el 1951, obtenint juntes la independència el 1961.